# بوب ماكينلي
بوب ماكينلي (بالإنجليزية: Bob McKinlay)‏ هو لاعب كرة قدم بريطاني في مركزي الدفاع وقلب الدفاع، ولد في 10 أكتوبر 1932 في Lochgelly ‏ في المملكة المتحدة، وتوفي في 27 أغسطس 2002. لعب مع نوتينغهام فورست.

## وصلات خارجية
- بوب ماكينلي على موقع قاعدة بيانات كرة القدم.إي يو (الإنجليزية)